# Tvis Å
Tvis Å är ett vattendrag i Danmark.   Det ligger i Region Mittjylland, i den västra delen av landet, 250 km väster om Köpenhamn. Ån rinner upp i den norra delen av Hernings kommun och mynnar ut i Vandkraftsøen, en uppdämd del av Storå, i Holstebro kommun.